# 水霉目
水霉目（学名：Saprolegniales）为卵菌纲的一个目。

## 下级分类
本目包括以下科：
- 海壶菌科 Haliphthoraceae
- Leptolegniaceae
- 水霉科 Saprolegniaceae

科地位未定的属：
- Aquastella
- Branchiomyces M.Plehn, 1912
- Palaeoperone D.E.Etheridge, 1891